# SARIA Bio-Industries

## Actividades
El grupo centra su actividad en la prestación de servicios a la industria agroalimentaria (enfocado a la utilización de productos de la industria cárnica e industria alimentaria), es productor de energías renovables y fabricante de productos de alta calidad para el consumo humano, la alimentación animal, la acuicultura, la agricultura y la industria óleo química. SARIA pertenece al grupo Rethmann, una empresa familiar. 

## Marco legal
El Reglamento CE 1774/2002 de Unión Europea es la legislación principal para un gran parte de los productos que SARIA transforma. El Real Decreto 1429/03 es la realización estado-nacional de este reglamento.
Los Productores en este sector se agruparon en la asociación nacional se llamada ANAGRASA. A nivel europeo, se fundó EFPRA como la asociación de productores.